# Округ Таскола (Мичиген)
Округ Таскола (енгл. Tuscola County) је округ у америчкој савезној држави Мичиген.

## Демографија
По попису из 2010. године број становника је 55.729, што је 2.537 (-4,4%) становника мање него 2000. године.
| Група             | 2000.          | 2010.          |
| Белци             | 55.200 (94,7%) | 52.547 (94,3%) |
| Афроамериканци    | 622 (1,1%)     | 634 (1,1%)     |
| Азијати           | 182 (0,3%)     | 160 (0,3%)     |
| Хиспаноамериканци | 1.342 (2,3%)   | 1.571 (2,8%)   |
| Укупно            | 58.266         | 55.729         |